# Daniel Colindres
Daniel Colindres Solera (Alajuela, 1985. január 10. –) costa rica-i válogatott labdarúgó, jelenleg a Saprissa játékosa.

## Pályafutása

### Klubcsapatokban
A Saprissa csapatában nevelkedett és itt lett profi játékos is. Kölcsönbe megfordult a Guápiles és a Puntarenas csapatában.

### A válogatottban
2011. szeptember 3-án mutatkozott be a válogatottban az amerikai labdarúgó-válogatott elleni felkészülési mérkőzésen. Bekerült a 2018-as labdarúgó-világbajnokságra utazó keretbe.

## Sikerei, díjai
Saprissa
- Costa Rica-i bajnok (Clausura): 2010, 2014, 2018, 2021
- Costa Rica-i bajnok (Apertura): 2014, 2015, 2016